# حسن رمضانیان‌پور
حسن رمضانیان‌پور (زادهٔ ۱۳۲۳ در تهران) نمایندهٔ حوزهٔ انتخابیهٔ شهرضا در دورهٔ ششم مجلس شورای اسلامی بوده‌است.